# Edward Chudziński
Edward Chudziński (ur. 26 stycznia 1940 w Radzyniu Chełmińskim) – polski historyk literatury, medioznawca, redaktor czasopism i wydawnictw, scenarzysta, publicysta i felietonista.

## Życiorys
Urodził się 26 stycznia 1940 w Radzyniu Chełmińskim (Pomorze). Maturę zdał w II LO im. Króla Jana III Sobieskiego w Grudziądzu. Studia polonistyczne zaczął w Toruniu (SN), a ukończył je w Wyższej Szkole Pedagogicznej w Krakowie (1963), w której pracował jako nauczyciel akademicki aż do emerytury. W 1972 roku uzyskał stopień doktora nauk humanistycznych. W 1981 władze uczelni powołały go na kierownika nowo utworzonego Studium Dziennikarskiego, powierzając mu jego organizację oraz opracowanie programu fakultatywnych studiów dziennikarskich. Funkcję tę pełnił nieprzerwanie do 2014. W pracy naukowej skupił się  na badaniu kultury literackiej XX wieku (literatura chłopska i pisarstwo ludowe), regionalizmu (idea, ludzie, instytucje), historii i teorii mediów (genologia dziennikarska, prasa literacka, regionalna i lokalna) oraz kontrkultury i teatru alternatywnego (kultura studencka, Teatr STU).
Działał w Zrzeszeniu Studentów Polskich. Był członkiem Rady Artystycznej Teatrów Studenckich przy Radzie Naczelnej ZSP (następnie działającej przy Zarządzie Głównym Socjalistycznego Związku Studentów Polskich). Od 1971 do 1981 należał do Polskiej Zjednoczonej Partii Robotniczej.
Swoje zainteresowania naukowe łączy z praktyką. Był współzałożycielem i redaktorem czasopism: „Kurier Akademicki” (red. nacz. w l. 1965–1966), „Student” (kier. Działu Kultury, z-ca red. nacz. w l. 1967–1973), „Zdanie” (kier. Działu Kultury w l. 80., z-ca red. nacz. w l. 90., red. nacz. w l. 2000–2020, przewodniczący Rady Redakcyjnej od 2020), „Małopolska” (red. nacz. w l. 2001–2010), „Kraków” (członek kolegium redakcyjnego do lutego 2018 roku). Od 1995 do 2005 zasiadał w Radzie Nadzorczej Radia Kraków (członek, wiceprzewodniczący) oraz w Radzie Programowej tegoż radia i TVP Polonia. Przygotował projekt (zrealizowany) uruchomienia serii Edukacja medialna w Wydawnictwach Szkolnych i Pedagogicznych. Jest inicjatorem i współredaktorem serii Dziennikarstwo i świat mediów w Wydawnictwie Universitas. 
Związany z Teatrem STU od jego powstania. W l. 1970–1993 kierownik literacki. Współautor (jako scenarzysta) wielu przedstawień, m.in. Spadania, Sennika polskiego, Donkichoterii, Tajnej misji, Na bosaka, Bram raju oraz widowisk plenerowych (Pieśń Wawelu). Redaktor i współautor publikacji książkowych o tym teatrze.

## Nagrody
Nagroda II stopnia Funduszu Literatury za książkę W kręgu kultury i literatury chłopskiej 1918-1939 (1985)
Laureat licznych nagród, m.in.: Nagroda Fundacji Kultury Polskiej „Złoty Laur” (2009); KOWADŁO – Nagroda Honorowa Stowarzyszenia Kuźnica (2016); Krakowska Książka Miesiąca (luty 2012 i luty 2017); Honorowa Złota Gruszka – Nagroda Małopolskiego Oddziału Stowarzyszenia Dziennikarzy RP (2019).

## Odznaczenia
- Krzyż Oficerski Orderu Odrodzenia Polski (2000)
- Krzyż Komandorski Orderu Odrodzenia Polski (2005)
- Medal Komisji Edukacji Narodowej (1985)
- Złoty Medal „Zasłużony Kulturze Gloria Artis” (2024)[5]

## Publikacje
- Pieśń Wawelu. Widowisko na motywach utworów Stanisława Wyspiańskiego, Kraków 1980;
- Teatr STU. Analizy, interpretacje, konteksty…, pod redakcją Edwarda Chudzińskiego i Tadeusza Nyczka, Warszawa 1982;
- W kręgu kultury i literatury chłopskiej 1918-1939, Warszawa 1985;
- Trzech na jednego. „ZDANIE” rozmawia z…, pod redakcją Edwarda Chudzińskiego, t. 1, Warszawa 1986, t. 2, Kraków 1990; t. 3, Kraków 2021;
- Rodzina STU. Pokrewieństwa z wyboru, redaktor i współautor, Kraków 2006;
- Słownik wiedzy o mediach, pod redakcją Edwarda Chudzińskiego, Bielsko-Biała–Warszawa 2007 (wyd. 1), 2009 (wyd.2);
- Dziennikarstwo i świat mediów. Nowa edycja, pod redakcją Zbigniewa Bauera i Edwarda Chudzińskiego, Kraków 2008 [wyd. 4];
- Regionalizm – kultura – media. Studia i szkice, Bochnia – Kraków 2008;
- Kultura studencka. Zjawisko – twórcy – instytucje, pod redakcją Edwarda Chudzińskiego, Kraków 2011;
- Regionalizm. Idea – ludzie – instytucje, Warszawa 2013 (wyd. 2);
- STU. Teatr Krzysztofa Jasińskiego, pod redakcją Edwarda Chudzińskiego, Kraków 2016;
- Teatr niejedno ma imię. Rozważania – relacje – rozmowy. Kraków 2023.